# Francesco Paolo Prisciandaro
Francesco Paolo Prisciandaro (Terlizzi, 22 febbraio 1874 – Napoli, 15 maggio 1946) è stato un pittore italiano.

## Biografia
Nato in Puglia, si formò artisticamente a Napoli (alla scuola di Domenico Morelli), dove poi si stabilì definitivamente.
Fu pittore di paesaggi, di nature morte e più raramente di figure. Fu anche abile decoratore d'interni e decorò molti palazzi e chiese, partecipando anche alla ricostruzione delle cattedrali di Reggio Calabria e Messina, distrutte dal sisma del 1908.
Fu tra i protagonisti dell'esperienza bohèmienne del Quartiere latino, insieme con i pittori Giuseppe Uva, Alberto Buonoconto, Saverio Gatto, Biagio Mercadante, Vincenzo Ciardo, Carlo Striccoli, Giuseppe Rispoli, Antonio Bresciani, Ettore Lalli e il critico d'arte e pittore Alfredo Schettini.
Nel 1906 fu tra i fondatori della rivista "Quartiere Latino" (di cui era direttore), che fu interprete di quella esperienza.
Pur operando principalmente su Napoli, continuò a frequentare artisticamente anche la nativa Puglia dove, a Bari, ebbe come sua migliore allieva la pittrice Rosa Tosches e dove si ricordano sue mostre personali dal 1927 al 1934.
Socialista fin dalla prima gioventù, nel 1938 fu condannato per motivi politici e fu in carcere a Trani unitamente con Pertini e Terracini. Nel 1942 si rifugiò in Francia ove frequentò l'ambiente di Montmartre. Tornò in Italia nel 1943 e morì nel 1946.
Alcune sue opere sono nella Pinacoteca metropolitana di Bari.